# Trilce
Trilce (Lima, 1922) es el poemario más importante y conocido  del poeta peruano César Vallejo, y está considerado, merced a sus audacias lexicográficas y sintácticas, como una obra capital de la poesía universal moderna y obra cumbre de la Vanguardia poética en lengua española.

## Edición príncipe
Vallejo lo empezó a escribir en 1918; su mayor parte fue escrita en 1919, y los últimos dos poemas en 1922. La edición príncipe (primera edición) fue impresa en los Talleres de la Penitenciaría de Lima, en un tiraje corto de 200 ejemplares. 
Trilce empezó a circular en octubre de 1922. Constaba de 121 páginas de texto y XVI de prólogo, este último escrito por Antenor Orrego, fraternal amigo de Vallejo. Llevaba en la portada un retrato a lápiz del poeta, realizado por Víctor Morey Peña. 
El precio de venta de cada ejemplar fue de 3 soles. La edición misma le costó a Vallejo 150 soles, la cual pudo sufragar con el monto del premio que ganó en un concurso literario celebrado en Lima por la sociedad cultural “Entre nous” en diciembre de 1921 (el cuento premiado en tal ocasión fue el titulado Más allá de la vida y la muerte, que luego formaría parte de su libro de relatos Escalas melografiadas).
La obra pasó casi inadvertida, cuando no incomprendida y aun vilipendiada. Luis Alberto Sánchez, recordando esos días, escribió:

«Trilce fue una isla incógnita y repudiada. Orrego y yo nos hicimos el hara-kiri crítico al amparar eso que los "viejos" llamaban, irritados, "disparate", y los jóvenes "pose"»

 y 

«...cuando salió este libro no hubo para él más comentario que el prólogo de Orrego y un comentario mío. Los demás, ¡silencio!».

 Sin embargo, el aludido comentario que en su momento hizo Sánchez fue, más que de halago, de “incomprensión”:

«Y he aquí, ahora, a un poeta brujo. A un poeta con cuyo libro lucho en vano, pues cada línea me desorienta más, cada página aumenta mi asombro. ¿Por qué ha escrito Trilce, Vallejo?».

El mismo Vallejo comentó al respecto, en carta enviada a Orrego y citada por su amigo José Carlos Mariátegui:

«El libro ha nacido en el mayor vacío. Soy responsable de él. Asumo toda la responsabilidad de su estética. Hoy, y más que nunca quizás, siento gravitar sobre mí una hasta ahora desconocida obligación sacratísima, de hombre y de artista: ¡la de ser libre! Si no he de ser hoy libre, no lo seré jamás. Siento que gana el arco de mi frente con su más imperativa curva de heroicidad. Me doy en la forma más libre que puedo y ésta es mi mayor cosecha artística. ¡Dios sabe hasta dónde es cierta y verdadera mi libertad! ¡Dios sabe cuánto he sufrido para que el ritmo no traspasara esa libertad y cayera en libertinaje! ¡Dios sabe hasta qué bordes espeluznantes me he asomado, colmado de miedo, temeroso de que todo se vaya a morir a fondo para que mi pobre ánima viva!».

El libro, pues, permaneció en el olvido durante varios años hasta que en 1930 fue publicado en España, con prólogo de José Bergamín y un poema-salutación de Gerardo Diego, lo que marcó el inicio de su revalorización en el mundo de las letras hispanas (Madrid, Compañía Ibero-Americana de Publicaciones, 206 págs. y colofón).

## Origen del nombre
Juan Espejo Asturrizaga, biógrafo de la etapa peruana del poeta, cuenta que originalmente Vallejo tituló el libro como Cráneos de bronce y lo firmó con el seudónimo de César Perú, pero sus amigos, entre burlas y críticas, lo convencieron de que lo modificara. Sin embargo, ya habían sido impresas las tres primeras páginas del libro y el impresor avisó que la reposición de las hojas -con los cambios- costaría tres libras más (treinta soles de oro, moneda peruana de entonces). Esto preocupó a Vallejo hasta el punto de que 

«Por varias veces repitió tres, tres, tres, con esa insistencia que tenía en repetir palabras y deformarlas, tressss, trissss, triesss, triesss, tril, trilssss. Se le trabó la lengua y en el ceceo salió trilsssce… ¿trilce?, ¿trilce? Se quedó unos instantes en suspenso para luego exclamar: "Bueno, llevará mi nombre, pero el libro se llamará Trilce". Ésta es la versión auténtica, relatada por Crisólogo, Xandóval y algún amigo que estuvo presente una noche que se recordaba, delante de César, los incidentes de la publicación e impresión del libro».”

De acuerdo con lo antes dicho, Trilce deriva de tres; sin embargo, el mismo poeta, en una entrevista que le hizo el periodista español César González Ruano en 1931, a la pregunta «¿Qué quiere decir Trilce?», contestó: «Ah, pues Trilce no quiere decir nada. No encontraba, en mi afán, ninguna palabra con dignidad de título, y entonces la inventé: Trilce. ¿No es una palabra hermosa? Pues ya no lo pensé más: Trilce». Georgette Vallejo coincide con este testimonio, pues tiempo después contó que, en cierta ocasión, le hizo la misma pregunta a Vallejo y este, como respuesta, «pronunció sencillamente: "Tttrrriiiil… ce", con entonación y vibración tan musicales que hubiera forzado a comprender a quien le oyera, y dijo: “Por sus sonoridad…” y volvió a pronunciar: "Tttrrril… ce…"».
Sin embargo, otros estudiosos de la obra vallejiana salieron al paso con la teoría de que en realidad Trilce era el resultado de la unión de las palabras "triste" y "dulce". 
Otra posible explicación es que Trilce quizá sea el nombre de una flor de Santiago de Chuco, la cuna del poeta. Lo cierto es que hasta ahora ninguna explicación es totalmente satisfactoria.

## Contexto
El libro fue escrito en una etapa especialmente dramática para el poeta: la muerte de su madre en agosto de 1918; un fracaso amoroso, teñido de escándalo, en mayo de 1919; el fallecimiento de su amigo, el escritor Abraham Valdelomar, en noviembre de 1919; la sensación de no ser aceptado totalmente en Lima al ser despedido de su puesto de maestro (fines de 1919); y su estadía en la cárcel de Trujillo durante 112 días, entre 1920 y 1921, acusado injustamente de agitador e incendiario, fueron los principales acontecimientos que marcaron el profundo sentimiento de exclusión que lo embargaba, y que se ve reflejado desgarradoramente en sus versos.

## Estructura
El poemario está conformado por una serie ininterrumpida de 77 poemas sin título, numerados con dígitos romanos. Esto lo distingue notoriamente de su antecesor, Los heraldos negros, cuyos poemas no solo constan de un título propio, sino que integran, a la vez, grupos definidos según su temática. 
Esta peculiar estructura trilceana nos indica que debemos ver en cada poema del libro una unidad subsistente por sí misma y en sí misma.

## Análisis
Trilce es el libro de poesía más radical escrito en lengua española, aparecido justamente en el momento de la irrupción del Vanguardismo en el mundo, que pregonaba una renovación o cambio de los cánones de la estética, luego de la gran conmoción universal que significó la Primera Guerra Mundial. 
Aunque tenga algún reflejo de las innovaciones formales aportadas por el ultraísmo u otros movimientos vanguardistas contemporáneos, Trilce constituyó un singular ejemplo de renovación del acto poético esencial,  un esfuerzo de reducir el lenguaje a lo indispensable para alcanzar un meollo o entraña esencial.
En general, la técnica poética de Trilce se caracteriza por una violenta ruptura con toda imitación o influencia literaria, una liberación audaz de las reglas del metro y de la rima, así como de la sintaxis y de la lógica aparente. Reutiliza palabras antiguas (lo cual evidencia los conocimientos amplios que el poeta tiene de los clásicos) e inventa otras nuevas, utiliza términos científicos por un lado, y expresiones populares y de la vida cotidiana, por otro. En este empeño de crear un nuevo lenguaje poético el poeta cae muchas veces en el hermetismo, por lo que sus poemas, para ser entendidos, deben ser sometidos a una rigurosa hermenéutica. Muchas de las técnicas que aplica serían luego utilizadas por el movimiento surrealista. 
Pero, según señala Jorge Basadre, “debajo de todo ello balbucea una vital emoción humana, se arremolinan recuerdos e imágenes subconscientes, aparecen las huellas de estupendos fracasos, refléjanse experiencias de pobreza, prisión y soledad en una vida que no tiene sentido, donde priman el dolor y la angustia que sumen a los hombres en triste orfandad, un mundo hostil cuyo alquiler todos quieren cobrar, unidos al dulce recuerdo de la infancia y del hogar arrebatados por el tiempo y a una solidaridad esencial con los que sufren y con los que son oprimidos. Muchos poemas son autobiográficos; pero estos motivos son una causal para descender a las entrañas más profundas del ser.”
Aparte  de Vallejo, solo dos grandes renovadores del lenguaje literario llevaron la experimentación lingüística  al extremo de la inaccesibilidad o el hermetismo: en el campo poético Vicente Huidobro, con Altazor (1931) y en el campo narrativo, James Joyce con su relato onírico Finnegans Wake (1939). En  ese sentido Vallejo, con Trilce (1922), adquiere la categoría de precursor o adelantado.
El poeta Mario Montalbetti se ha referido a esta obra de Vallejo en estos términos: “Es tan experimental que hasta ahora nadie sabe de qué va ese libro. Es una especie de hueco negro de la poesía peruana, o de la poesía universal (…). Eso quiere decir que el libro está todavía por delante de nosotros, que hace cosas que el instrumental técnico y teórico que tenemos no sirva para analizarlo”.

## La Revista
El poeta chileno Omar Lara fundó en 1964 en Valdivia el grupo y la revista de poesía Trilce, en honor al poemario de Vallejo. La revista dejó de salir en Chile en 1973 debido al golpe militar de Augusto Pinochet, pero Lara en los años ochenta sacó varios números en el exilio y en 1997 reanudó su publicación normal en Concepción.